# Комната

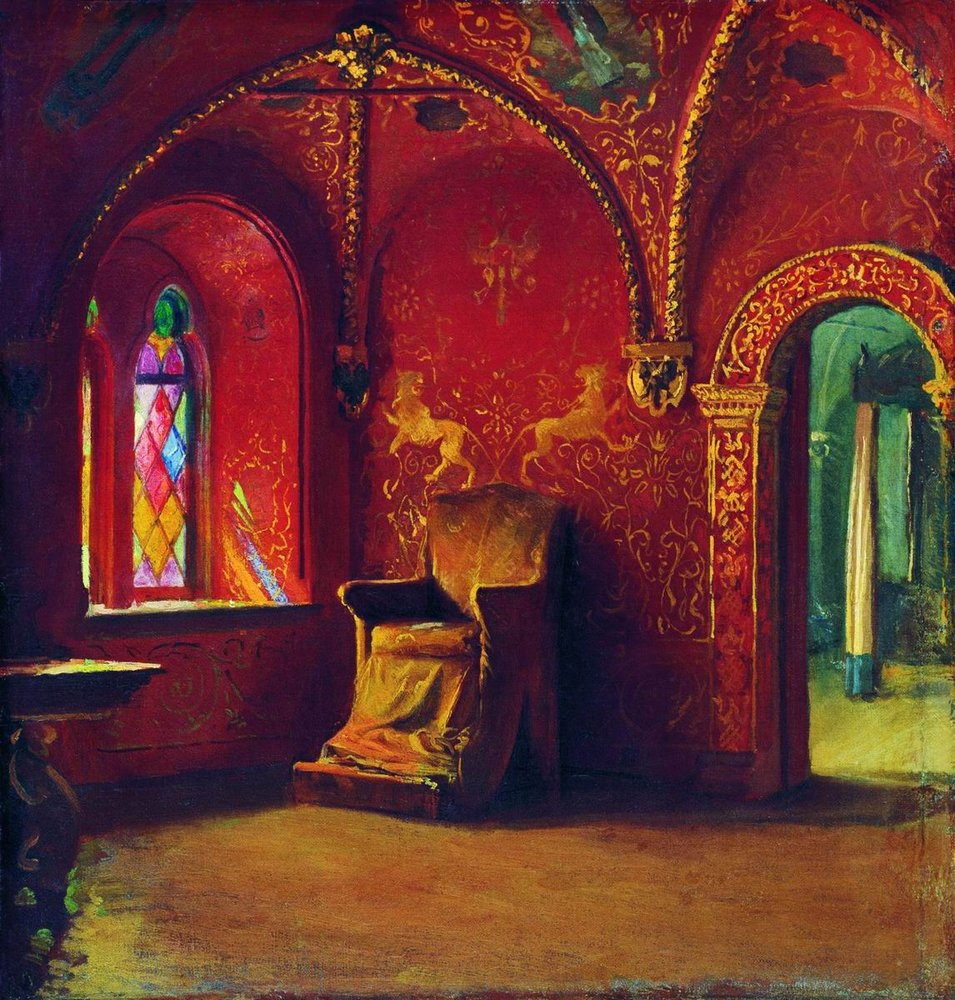
А. П. Рябушкин, «Красная палата» (1899 год). Внутреннее убранство палат (хором).

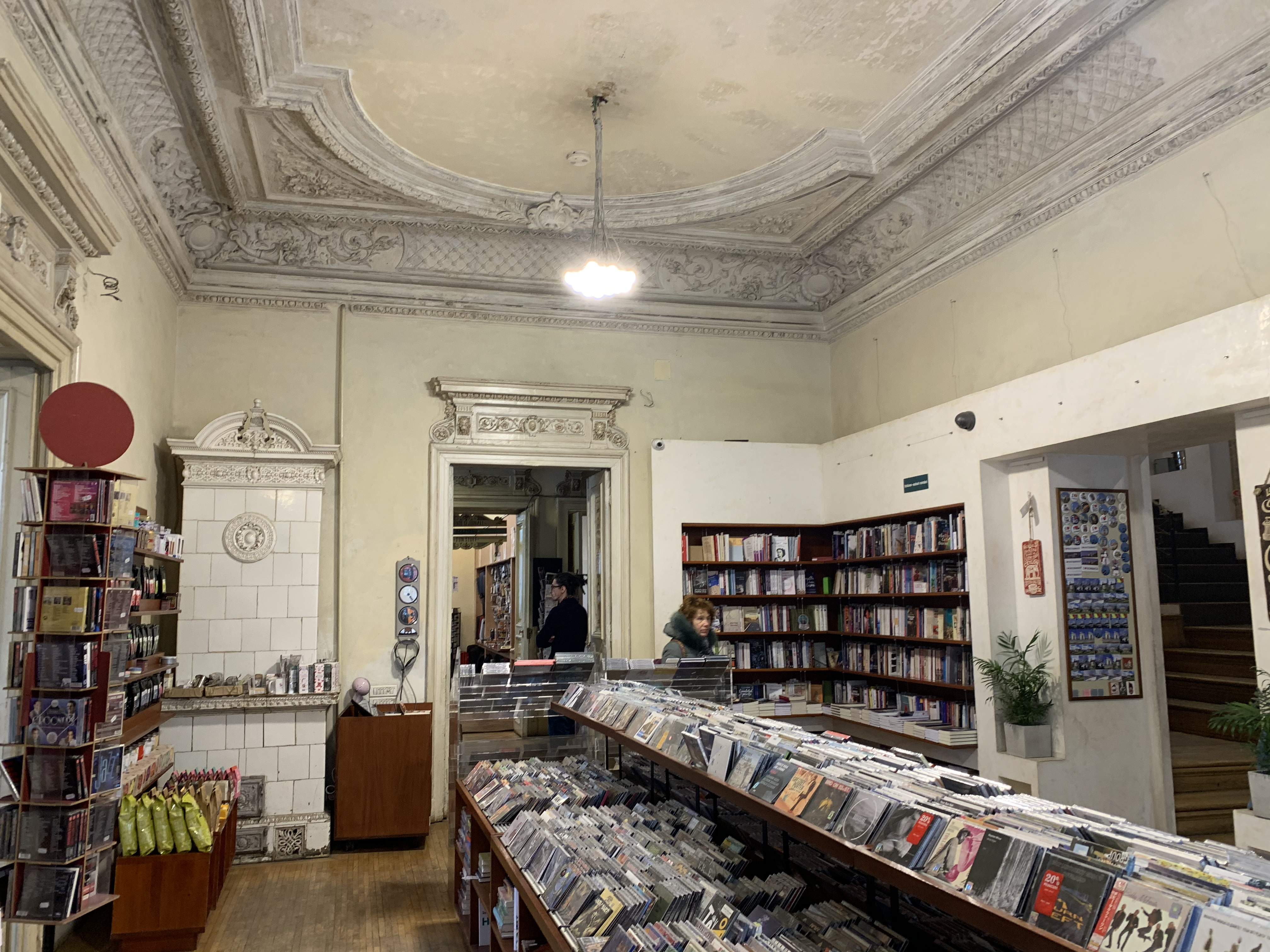
Комната в доме в Бухаресте (Румыния).

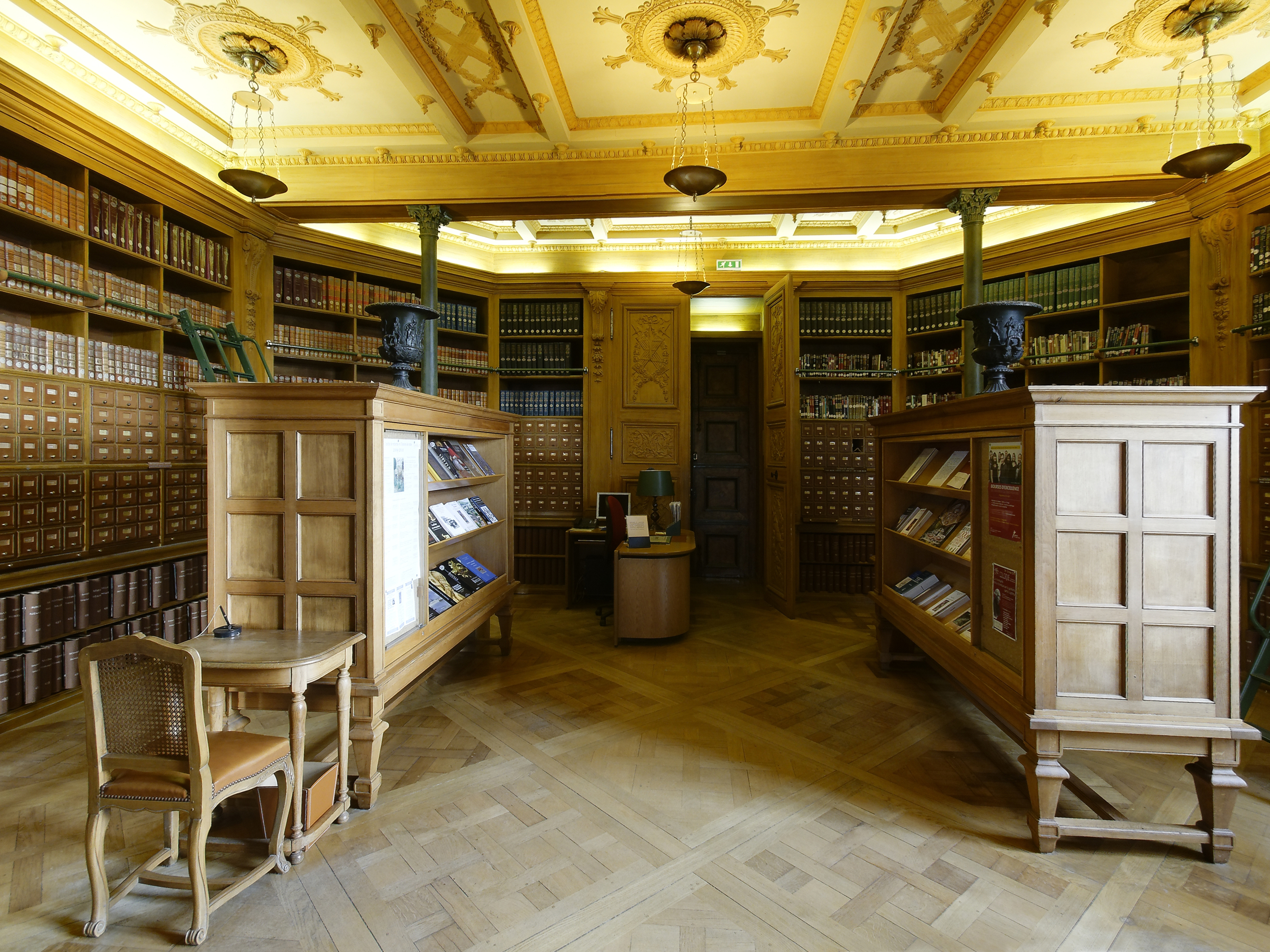
Каталожная комната Библиотека Мазарини (Париж).

Ко́мната — помещение разного целевого назначения, часть пространства внутри жилого здания, ограниченное внутренними стенами (перегородками) от других комнат, помещений и проходов, как правило, оборудованное входной дверью и окнами.

## История
Разделение помещений на комнаты было известно ещё в Древней Греции, что подтверждается раскопками, относящимися приблизительно к 2200 году до нашей эры.
На Руси (в России) в государевом дворце и боярских хоромах комната — вообще помещение, где проводили большую часть дня или собственно кабинет хозяина. В обыкновенной избе, в среднем быту, ко́мнатка (комна́тка) была пристройкой или надстройкой, большей частью занимала места меньше горницы, высотой не превышала 4 аршин и имела назначением служить, в зависимости от хозяйства, спаленкой (покойчик), дива́нной, столовой, гостиной (первая комната — зала), для пиров, для невестиных смотрин, брачной комнатой, и других.
В российском законодательстве не считаются комнатами помещения, которые не предназначены для проживания (чулан, гараж, прихожая, лифтовая шахта и тому подобное).